# Nuvole di maggio
Nuvole di maggio (Mayis sikintisi) è un film del 1999 diretto da Nuri Bilge Ceylan.

## Riconoscimenti
- 2000 - International Istanbul Film Festival
  - Tulipano d'Oro